# Get Down (You're the One for Me)
Get Down (You're the One for Me) is een nummer van de Amerikaanse boyband Backstreet Boys uit 1996. Het is de derde single van hun titelloze debuutalbum.
Het nummer werd vooral in Europa een grote hit. In de Verenigde Staten, het thuisland van de Backstreet Boys, wist het nummer echter geen hitlijsten te behalen. In de Nederlandse Top 40 behaalde het de 3e positie, en in de Vlaamse Ultratop 50 de 5e.